# Oskar Mikula
Oskar Mikula (* 2. August 1894 in Schachendorf; † 29. Juni 1971 in Graz) war ein österreichischer Oberlehrer und Politiker (ÖVP). Mikula war verheiratet und Abgeordneter im Burgenländischen Landtag.
Mikula wurde als Sohn des Lehrers Kaspar Mikula aus Parndorf geboren und wuchs in einer burgenland-kroatischen Familie auf. Er besuchte nach der Volksschule die Lehrerbildungsanstalt in Győr, maturierte 1913 und war danach als Volksschullehrer tätig. Mikula war zwischen dem 11. November 1934 und dem 12. März 1938 Vertreter des „Schul-, Erziehungs- und Volksbildungswesens“ im Ständischen Landtag. Er war zudem von 1929 bis 1938 im Vorstand des „Kroatischen Kulturvereins“ (HKD) und wurde 1938 kurzzeitig in politische Haft genommen. Er wurde aus dem Schuldienst entlassen und war als Versicherungsbeamter tätig. Zwischen 1944 und 1945 diente er in der Wehrmacht. Mikula wurde nach dem Zweiten Weltkrieg Schulleiter in Schachendorf und übersiedelte nach seiner Pensionierung 1957 nach Graz. 1958 wurde er zum Oberschulrat ernannt. Mikula vertrat zwischen dem 4. Jänner 1946 und dem 4. November 1949 die ÖVP im Burgenländischen Landtag.